# Haliclona cribriformis
Haliclona cribriformis är en svampdjursart som först beskrevs av Ridley 1884.  Haliclona cribriformis ingår i släktet Haliclona och familjen Chalinidae.
Artens utbredningsområde är Seychellerna. Inga underarter finns listade i Catalogue of Life.